# دودمان شو

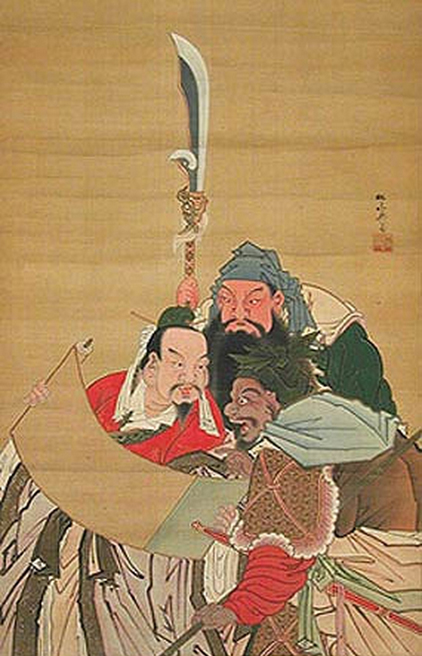
لیوبِی (چپ) همراه با دو برادر سوگند خورده‌اش، گوان‌یو (بالا) و شانگ‌فِی (راست)، در یکی از نسخه‌های باقی‌مانده از افسانه سه برادر.

دودمان شو یا امپراتوری شو، در دوره سه پادشاهی در تاریخ چین، یکی از سه قدرت حکومت‌کننده این سرزمین بود که بین سالهای ۲۲۱ میلادی تا ۲۶۳ میلادی پادشاهی می‌کرد. این امپراتوری توسط لیو بی تأسیس شد. لیو بی ادعا می‌کرد که از نسل و از تبار خاندان سلطنتی هان است. هرچند امپراتور آن زمان، امپراتوری هان (امپراتور شیان هان ) این قضیه را تأیید کرد ولی هنوز این شک بین تاریخ‌نگاران باقی است که ادعای لیو بی ممکن است دروغ باشد.
در پایان این امپراتوری توسط امپراتوری وی تسخیر شد، لیو شان (فرزند لیو بی) خود را تسلیم کرد و به امپراتوری شو خاتمه داد .

## شخصیت‌های معروف
- لیو بی ( بنیان گذار دودمان شو)
- گوان یو (از سرداران ارتش لیو بی، که بر طبق افسانه سه برادر با او سوگند برادری خورده است)
- جانگ فی (از سرداران ارتش لیو بی، که برطبق همان افسانه با او سوگند برادری خورده است)
- ژوگه لیانگ (معروف به اژدهای خفته، مشاور و وزیر خردمند لیو بی)
- پانگ تون ( از مشاوران بر جسته لیوبی)
- لیو شان ( دومین و آخرین حاکم)
- وی آن ( از فرماندهان برجسته لیوبی)
- جائو یون( از فرماندهان برجسته لیوبی و ژوگه لیانگ که هنگام مرگ لیوبی در کنارش بود )
- مادای ( فرمانده لشکر جلو دار دودمان شو)
- جیانگ وی( مشاور ویژه ژوگه لیانگ)